# Pauline Wiesel

Pauline Wiesel. Gemälde von Johann Heinrich Schröder, um 1800

Pauline Wiesel (* 5. Mai 1778 in Berlin; † 9. September 1848 in Saint-Germain-en-Laye) war eine Persönlichkeit der Berliner Gesellschaft um 1800, Freundin der Rahel Varnhagen und Lebensgefährtin des Prinzen Louis Ferdinand von Preußen.

## Leben
Pauline César (auch Zesar oder Cäsar geschrieben) war die Tochter des Bankiers Carl Philip César (1726–1795) und seiner Frau Sophie Elisabeth, geb. Leveaux (1744–1826). Über ihre Kindheit ist wenig bekannt. Bereits als Fünfzehnjährige hatte sie ihre erste Liebschaft; fortan sollte sie zeitlebens viele Amouren haben. 1794 lernte sie Rahel Levin (1771–1833) kennen, deren engste Freundin sie wurde. Bis zu ihrer Heirat mit Wilhelm Wiesel 1799 lebte sie in Berlin. Anschließend bereiste sie mit ihrem Mann Wien und Paris, bevor sie 1804 für längere Zeit wieder nach Berlin ging, um eine Liaison mit dem Prinzen Louis Ferdinand von Preußen anzuknüpfen. Ohne in der preußischen Hauptstadt wirklich gesellschaftliche Anerkennung gefunden zu haben, reist sie zwei Jahre nach dem Tod des Prinzen im Gefecht bei Saalfeld 1806 im August 1808 nach Paris und lässt sich 1810 schließlich in der Schweiz nieder. 1819 begibt sie sich abermals nach Paris, wo sie mit Unterbrechungen bis 1828 lebt. Im Jahr darauf zieht sie nach Baden-Baden, 1840 schließlich nach Saint-Germain-en-Laye, wo sie 1848 im Alter von siebzig Jahren stirbt.
Pauline Wiesel wurde nicht durch eigene Leistungen berühmt, sondern durch die exponierte Rolle, die sie im Gefühlsleben berühmter Zeitgenossen spielte. Ihre starke Promiskuität und ihr freiheitliches, unkonventionelles Wesen trugen dazu bei, dass sie im geistesgeschichtlichen Umbruch der „Sattelzeit“ als Verkörperung einer bestimmten Haltung unmittelbaren Lebensgenusses und ungebundener Selbstverwirklichung Bedeutung erlangen konnte. Zwei Verhältnisse trugen zu ihrer damaligen Popularität besonders bei und weisen ihr ihren Ort in der heutigen Geschichtswissenschaft zu: die Freundschaft mit Rahel Levin und die Liebesaffäre mit Prinz Louis Ferdinand.

## Familie

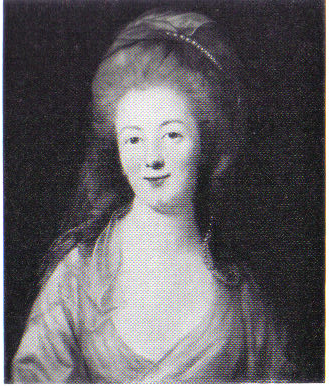
Henriette von Crayen, Paulines Tante, in deren Salon sie oft verkehrte. Gemälde von Anton Graff, um 1783.

### Ehen und Nachkommen
Pauline César heiratete am 5. Mai 1799 den Kgl. Preußischen Kriegsrat Wilhelm Wiesel (1771–1826). Mit ihm hatte sie eine Tochter:
- Pauline, * 28. April 1800; † 9. Mai 1800.

Außerdem hatte sie mit Paul Andrejewitsch Graf Schuwalow (1776–1823) außerehelich eine Tochter:
- Pauline Gräfin v. Schuwalow, * Februar 1803; † 29. August 1818.

Am 1. Oktober 1828 heiratete sie fünfzigjährig den Schweizer Offizier Jules Michel Vincent (1777–1846), der zwei Töchter und einen Sohn mit in die Ehe brachte.

### Berühmte Verwandte
Durch ihre Mutter Elisabeth César, geb. Leveaux, war Pauline eine Nichte der berühmten Berliner Salonière Henriette von Crayen.
Ihre eigene Nichte Caroline Mayer (1777–1860), Tochter ihrer Schwester Julia Henriette César (1768–1854) und des Juristen Johann Siegfried Wilhelm Mayer (1747–1819), heiratete 1801 den Dichter Jean Paul.

## Freundschaft mit Rahel Levin

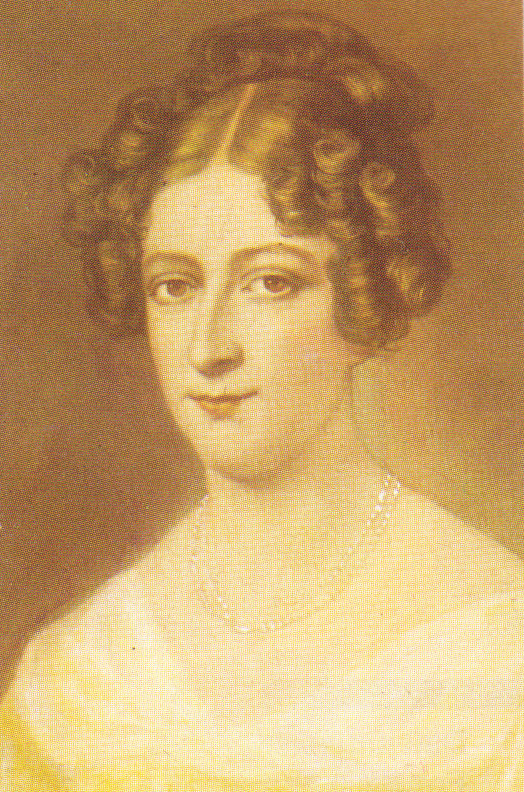
Rahel Varnhagen, geb. Levin. Pauline und sie verkörperten zwei denkbar unterschiedliche Frauentypen; wahrscheinlich deshalb wurden sie enge Freundinnen.

Im Jahr 1799 lernte Rahel Levin, die spätere Frau Varnhagen von Ense, Wilhelm Wiesel näher kennen. Offenbar hatte ihr Freund Wilhelm v. Burgsdorff (1772–1822), ein Vetter ihres ehemaligen Liebhabers Graf Finckenstein (1772–1811), sie mit Wiesel verkuppeln wollen, um sie über den Verlust Finckensteins zu trösten. Stattdessen verliebte sich aber die attraktive und lebenslustige Pauline César in Wiesel, und sie heirateten noch im selben Jahr. Als das junge Paar 1801 Rahel in Paris besuchte, entspann sich rasch eine Freundschaft zwischen den beiden grundverschiedenen Frauen:

„Rahel war sieben Jahre älter als Pauline, unscheinbar, von labiler Gesundheit und einer beträchtlichen Ängstlichkeit den Gefahren ihrer Zeit gegenüber, aber von herausragendem Verstand und Einfühlungsvermögen, eine Frau, die klug und vorurteilsfrei zugleich – dabei sehr neugierig – auf andere Menschen zuging. Pauline verkörperte fast das Gegenteil, sie war jung und voller Selbstvertrauen, hinreißend und lebhaft, wenn auch nicht von klassischer Schönheit, energiegeladen, robust, spontan, humorvoll.“

Schon bald gehörte Pauline zu den regelmäßigen Gästen in Rahels Mansardenwohnung in der Berliner Jägerstraße. „Ralle“ und „Schwan“ – diese Spitznamen hatten die beiden Frauen in einer Verbindung von Physiognomik und Koketterie einander gegeben – schienen sich in ihrer Verschiedenheit ideal zu ergänzen: Rahel schaute immer etwas bewundernd auf die Frische und Unmittelbarkeit, mit der Pauline auf das Leben (und die Männer) zuging; für Pauline wiederum war Rahels vernünftiger Rat, aber auch ihr feines Einfühlungsvermögen oft die letzte Zuflucht, wenn es in ihrem Privatleben wieder einmal allzu durcheinander zuging. Interessanterweise war es die kapriziöse, intellektuell eher schlichte Pauline, mit der Rahel einen besonders intensiven und aufschlussreichen Briefwechsel führte. Ihr gegenseitiges wesenhaftes Verhältnis hat Rahel in einer berühmten Passage tiefsinnig charakterisiert:

„Einen wollte die Natur aus uns machen, und zwei musste sie machen; drum handelt sie für mich, und ich bin ihr des Anderen wegen lieb, wozu sie kein Geschick hat, wie ich zu jenem nicht den Muth, und nicht das Glück.“

Nach der Niederlage Preußens gegen Napoleon im Jahr 1807 lockerte sich die Freundschaft zwischen beiden zunehmend. Zwar sahen sie sich regelmäßig auf Reisen, so 1815 in Paris, wo sich Karl August Varnhagen von Ense dienstlich aufhielt; doch ihr Kontakt blieb sporadisch, zumal auch Rahels Salon nach der Doppelschlacht bei Jena und Auerstedt 1806 seine Tore geschlossen hatte. Erst 1832 – Rahel führte seit den 1820er-Jahren wieder einen Salon – trafen sie in Berlin wieder für längere Zeit aufeinander; doch die frühere Vertrautheit stellte sich nicht mehr ein. Paulines Eigensinn und Rahels Emotionalität wollten sich im Alter nicht mehr recht vertragen.

## Affäre mit Prinz Louis Ferdinand

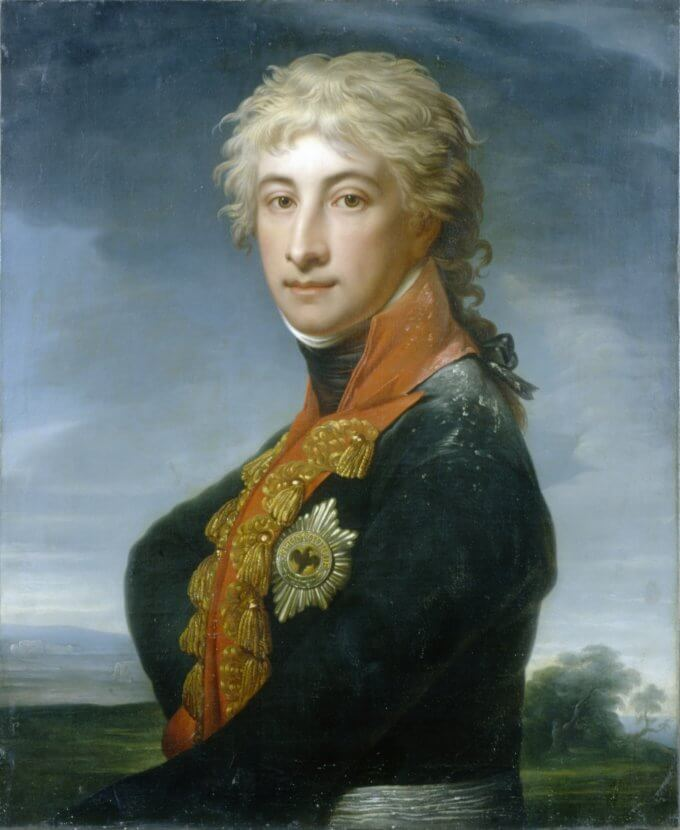
Prinz Louis Ferdinand von Preußen, Paulines berühmtester Liebhaber. Gemälde von Jean-Laurent Mosnier, 1799

Wann und wo Pauline den Prinzen Louis Ferdinand von Preußen (1772–1806) kennenlernte, steht nicht fest. Wahrscheinlich ist aber, dass sie einander das erste Mal im Jahre 1803 im Salon der Rahel, zu deren Habitués auch der Prinz gehörte, begegneten und sich bald voneinander angezogen fühlten. Louis Ferdinand, „der Liebling der Genossen, der Abgott schöner Frau'n“, war damals sicher der beliebteste Hohenzollernprinz:

„Seine persönliche Ausstrahlung war bemerkenswert. Sowohl Männer als auch Frauen verehrten ihn geradezu. Beide Geschlechter fanden ihn wunderschön und edel. Er war ein blonder Riese, sechs Fuß [1,88 m] groß, ein großartiger Sportler und Jäger, ein engagierter Offizier, ein begabter Musiker, intelligent, neugierig, weltoffen, dabei erstaunlich frei von Standesdünkeln.“

Allerdings hatte Louis, der seit jeher ein aufregendes Liebesleben führte, mit Henriette Fromm (1783–1828[?]) bereits eine Lebensgefährtin, mit deren Existenz Pauline sich wohl oder übel abfinden musste. Auch Pauline hatte wie gewohnt ihre Verehrer, darunter die Diplomaten Karl Gustav Brinckmann und Friedrich Gentz. So war ihre Beziehung zu dem Prinzen von Anfang an von Spannungen geprägt: Louis („Loulou“) suchte in Pauline wohl vor allem das schnelle erotische Vergnügen; Pauline („Pölle“) erhoffte sich ihrerseits emotionale Nähe und auch die gesellschaftliche Legitimation ihres Verhältnisses, das nicht nur frivol war, sondern in hohem Maße als unstandesgemäß galt. Auch das intellektuelle Gefälle zwischen beiden wird keine unerhebliche Rolle gespielt haben. Gegen Ende des Jahres 1805 erreichte die Stimmung zwischen ihnen einen Tiefpunkt; Pauline schrieb sogar einen Abschiedsbrief.
Im folgenden Jahr renkte sich die Beziehung allerdings wieder ein, was nicht zuletzt der Vermittlung Rahels zu danken gewesen sein wird. Nun war es Prinz Louis, der sogar eine Scheidung Paulines von ihrem wenig geliebten Ehemann verlangte, während andererseits Henriette immer eifersüchtiger wurde und sogar damit drohte, ihre Kinder aus der Beziehung mit Louis seiner Schwester, der Prinzessin Luise Radziwill, offiziell vorzustellen. Pauline und Louis übten sich vorläufig in Zurückhaltung, doch hatte sich ihre gegenseitige Zuneigung mittlerweile so vertieft, dass sich Pauline ernsthaft ein Kind von ihrem Liebhaber wünschte.
Dieser Wunsch ging allerdings ebenso wenig in Erfüllung, wie sich die gewohnt angespannte finanzielle Lage der beiden gebessert hätte. Prinz Louis, den sein Vater Prinz Ferdinand von Preußen materiell am Gängelband hielt, war seit langem hoch verschuldet – so hoch, dass er sich gelegentlich sogar von Pauline Geld borgen musste. Als im August 1806 der Vierte Koalitionskrieg mit Frankreich ausbrach, ging Prinz Louis, der Hoffnungsträger der veralteten preußischen Armee, als Kommandeur der Vorhut an die Front, wo er bereits am 10. Oktober bei Saalfeld, im ersten Waffengang des Krieges, mit knapp 34 Jahren fiel.
Nach dem Zeugnis Rahels wurde Pauline von dem Tod des Prinzen schwer getroffen. In der Zeit unmittelbar danach soll sie an Selbstmord gedacht haben. Schließlich fasste sie sich wieder, musste aber einsehen, dass ihr Platz in der Berliner Gesellschaft nun kaum mehr zu halten war, zumal die Liberalität und Aufgeschlossenheit der Rahel-Zeit mit der Niederlage von 1806/1807 schnell ihr Ende fand. Ein Versuch, beim Bruder ihres gefallenen Freundes, Prinz August von Preußen, um wirtschaftliche Unterstützung nachzusuchen, verlief ergebnislos. Schließlich verließ sie Berlin und suchte ihr Glück in den Armen neuer Liebhaber. Durch eine Leibrente des Grafen Schuwalow, mit dem sie Anfang des 19. Jahrhunderts eine Affäre gehabt hatte, wurde sie später einigermaßen sichergestellt.

## Fortleben
Die meisten handschriftlichen Briefe von und an Pauline Wiesel sowie weitere Lebenszeugnisse in Form anekdotischer Aufzeichnungen befinden sich in der Sammlung Varnhagen, deren Handschriften auf Grund von kriegsbedingten Auslagerungen gegenwärtig in der Bibliotheka Jagiellońska in Krakau aufbewahrt werden.
Der Schweizer Komponist Roland Moser hat 2007 das Werk Rahel und Pauline. Musiktheater (Briefszenen) vorgelegt, in dessen Zentrum es um den intimen Briefwechsel zwischen Rahel Varnhagen und Pauline Wiesel in Berlin zu Beginn des 19. Jahrhunderts geht. Die Hauptrolle spielt eine Mezzosopranistin (Varnhagen), daneben eine Schauspielerin (Wiesel), ein Schauspieler (Erzähler) und fünf Instrumente. Ein Nachwort stammt von Imre Kertész. Uraufführung 12. September 2007 im Luzerner Theater im Rahmen des Lucerne Festivals. Auftragswerk von Pro Helvetia.